# The Missing Millionaire
The Missing Millionaire è un cortometraggio muto del 1916 diretto da James W. Horne.
È il nono dei quindici episodi del serial The Social Pirates prodotto dalla Kalem con Marin Sais e Ollie Kirkby.

## Produzione
Il film fu prodotto dalla Kalem Company.

## Distribuzione
Distribuito dalla General Film Company, il film - un cortometraggio in due bobine - uscì nelle sale cinematografiche USA il 22 maggio 1916.